# Jamais content (chanson)
Pour les articles homonymes, voir Jamais content.
Singles de Alain Souchon
Y'a d'la rumba dans l'air
(1977) Allô maman bobo
(1978)
Pistes de Jamais content
J'ai perdu tout ce que j'aimais
Jamais content est un single d'Alain Souchon, paru chez RCA en 1977. Composée par Laurent Voulzy et écrite et interprétée par Souchon, cette chanson est extrait de l'album éponyme, sorti la même année.

## Classement et ventes
| Classement (1977) | Meilleure place |
| ----------------- | --------------- |
| France (IFOP)     | 7               |

Le single s'est vendu à plus de 250 000 exemplaires.

## Reprises
Sauf indication contraire, les informations mentionnées dans cette section peuvent être confirmées par la base de données cinématographiques IMDb,  présente dans la section « Liens externes ».
- En 2017, dans Monsieur et Madame Adelman, pour le générique de fin du film.
- Philippe Katerine a repris cette chanson en 2018 sur l'album hommage à Alain Souchon, Souchon dans l'air, vol. 2.